# J.F.C. Fuller
John Frederick Charles Fuller, CB, CBE, DSO, mer känd som J.F.C. Fuller, född 1 september 1878 i Chichester, död 10 februari 1966, var en brittisk generalmajor, militärhistoriker, pansarspecialist och militärteoretiker. Genom att förena historisk kompetens med goda insikter i militärt agerande har flera av hans verk blivit militärhistoriska klassiker. I krigssammanhang utmärkte han sig under bland annat boerkriget och första världskriget.
De avgörande slagen är ett bokverk av J. F. C. Fuller bestående av fyra band och översatt till svenska. Bokverket är på sätt och vis en samling artiklar. De avgörande slagen behandlar viktiga slag som format världshistorien.

## Förteckning
1. De avgörande slagen. D. 1, Från antiken till Hastings 1066
2. De avgörande slagen. D. 2, Från högmedeltiden till Leuthen 1757
3. De avgörande slagen. D. 3, Från 1789 till 1870
4. De avgörande slagen. D. 4, Från 1870 till 1920